# Olabisi Afolabi
Olabisi « Bisi » Afolabi (née le 31 octobre 1975 à Ilorin) est une athlète nigériane spécialiste du 400 mètres.

## Biographie

### Palmarès
| Date | Compétition                   | Lieu         | Résultat | Épreuve   | Performance   |
| ---- | ----------------------------- | ------------ | -------- | --------- | ------------- |
| 1994 | Championnats du monde juniors | Lisbonne     | 1re      | 400 m     | 51 s 97       |
| 1994 | Jeux du Commonwealth          | Victoria     | 7e       | 400 m     | 52 s 21       |
| 1995 | Championnats du monde         | Göteborg     | 6e       | 4 × 400 m | 3 min 27 s 85 |
| 1995 | Universiade                   | Fukuoka      | 1re      | 400 m     | 50 s 50       |
| 1995 | Jeux africains                | Harare       | 3e       | 400 m     | 51 s 53       |
| 1996 | Jeux olympiques               | Atlanta      | 2e       | 4 × 400 m | 3 min 21 s 04 |
| 1997 | Championnats du monde         | Athènes      | 7e       | 4 × 400 m | 3 min 30 s 04 |
| 1999 | Jeux africains                | Johannesburg | 2e       | 400 m     | 50 s 34       |
| 1999 | Jeux africains                | Johannesburg | 1re      | 4 × 400 m | 3 min 29 s 22 |
| 2000 | Jeux olympiques               | Sydney       | 4e       | 4 × 400 m | 3 min 23 s 80 |
| 2002 | Jeux du Commonwealth          | Manchester   | 3e       | 4 × 400 m | 3 min 29 s 80 |
| 2003 | Jeux africains                | Abuja        | 1re      | 4 × 400 m | 3 min 27 s 76 |

### Records
Olabisi Afolabi fait partie du relais nigérian détenteur du record d'Afrique du 4 × 400 mètres, en 3 min 21 s 04. Les autres membres du relais sont Fatima Yusuf, Charity Opara et Falilat Ogunkoya.
| Épreuve    | Performance | Lieu  | Date            |
| ---------- | ----------- | ----- | --------------- |
| 400 mètres | 50 s 30     | Lagos | 22 juillet 2000 |